# Filhos de Jó
Os filhos de Jó são personagens anônimos mencionados sem nome no livro de Jó. Eles morreram durante a provação de Jó, mas após a provação Deus o recompensou com outros filhos, mais riquezas e o dobro de tudo.
Antes que a fé de Jó pudesse ser testada, a Bíblia diz que ele tinha sete filhos e três filhas.(Jó 1:2) Todas os 10 filhos morreram na casa de seu irmão mais velho quando um vento forte atingiu a casa e ela desabou.(Jó 1:18-19) Depois que as provações de Jó terminaram, Deus o abençoou na segunda metade de sua vida com mais sete filhos e mais três filhas.(Jó 42:13) Ao todo Jó teve um total de 20 filhos. Ao longo de sua vida, ele teve 14 filhos e 6 filhas.
Os sete filhos que Jó teve após sua provação não são nomeados, mas as três filhas de Jó são mencionadas por nome no final do livro, Quézia, Querém-Hapuque e Jemima. Uma adição posterior ao livro de Jó, presente em grego na Septuaginta, equaciona Jó a Jobabe, rei edomita citado em Gênesis 36:33, afirmando que ele teve um filho chamado Ennon com sua esposa árabe. Mas essa glosa, referida como "apêndice LXX", não é embasada na versão canônica judaica, e sua visão foi rejeitada no judaísmo rabínico.